# Timòcrates (polític segle IV aC)
Timòcrates (en llatí Timocrates, en grec antic Τιμοκράτης) fou un polític atenenc que va proposar una llei per la que els deutors quedaven exclosos de l'empresonament si donaven seguretats sobre el pagament en un determinat termini.
Per aquesta llei Diodor i Euctemó van encausar a Timòcrates, i per a ells, Demòstenes va escriure el discurs Κατὰ Τιμοκράτους (Contra Timòcrates), que va ser llegit per Diodor l'any 353 aC.